# مزرعة أب شيرين (دهرود)
مزرعة أب شيرين (بالفارسية: مزرعه‌آب‌شیرین) هي قرية تقع في إيران في قسم دهرود الريفي. يقدر عدد سكانها بـ 16 نسمة بحسب إحصاء 2016.